# Antonio Possevino
Antonio Possevino (Antonius Possevinus) (10 de julho de 1533 – 26 de fevereiro de 1611) foi um protagonista jesuíta da Contra Reforma como diplomata papal e controverso, enciclopédico e bibliografista jesuíta. Ele atuou como legado papal e o primeiro jesuíta a visitar Moscou, vigário geral da Suécia, Dinamarca e ilhas do norte, Moscovo, Livônia, Rússia, Hungria, Pomerânia, Saxônia entre 1578 e 1586.

## Vida

### Mântua, Roma e Ferrara: humanista e tutor da Renascença
Uma bolsa de estudos recente identificou a família de Antonio Possevino como novos cristãos admitidos nos círculos instruídos da corte da renascentista Mântua e de seus duques Gonzaga. Seu pai era piemontês de Asti e mudou-se para Mântua, onde se juntou à guilda de ourives. O nome da família foi alterado de Cagliano (Caliano) e tinha três filhos, Giovanni Battista, Antonio e Giorgio. Sua mãe cuidou do filho Antonio em 1533, juntamente com Francesco III Gonzaga, duque de Mântua.
Seu irmão mais velho, Giovanni Battista Possevino (1522-1552) chegou em meados da década de 1540 à Roma de Paulo III Farnese, primeiro a serviço do reformador cardeal Mantuan Gregorio Cortese, depois do "nipote cardinal" papal Alessandro Farnese (cardeal). ) e, finalmente, do cardeal Ippolito II d'Este. Em 1549, aos dezessete anos, Antonio estudou com seu irmão em Roma e conheceu os principais intelectuais da corte renascentista do papa Júlio III (1550-1555), o patrono de Giovanni Pierluigi da Palestrina e o construtor de Villa Giulia. Estes incluíam Fulvio Orsini e Paulus Manutius. Em 1553, publicou postumamente o Dialogo dell'Honore de Giovanni Battista, que morreu ainda não com trinta anos. Em Roma, dedicou os Centones ex Vergilio publicados sob o nome de Lelio Capilupi, ao poeta francês Joachim Du Bellay e em 1556 em Due Discorsi, defendeu seu irmão contra acusações de plágio e defendeu os escritos de Giovanni Battista Giraldi.
Seu brilho e habilidades literárias fizeram o jovem humanista ser muito procurado. Quando deixou Roma, estava no serviço ao cardeal Ercole Gonzaga como tutor dos filhos de seu irmão Ferrante Gonzaga, Francesco Gonzaga e Gian Vincenzo Gonzaga, futuros cardeais. Ele se mudou com eles para a capital literária da Itália, a cidade de Ferrara, governada pela Casa de Este. Possevino estava ligado ao renascimento aristotélico associado a Francis Robortello e Vincenzo Maggi (1498–1564), que gerou muitos tratados sobre questões literárias e judiciais, incluindo o Dialogo dell'honore de seu irmão e seus primeiros trabalhos. Quando a Universidade fechou em Ferrara, devido à Guerra da Itália de 1551 a 1559, Antonio mudou-se para Pádua. Nessa época, Don Ferrante, pai de suas alas, morreu depois da Batalha de São Quentin (1557). Possevino havia se tornado um especialista no treinamento histórico de príncipes e estava escrevendo comentários sobre essa batalha, exaltando a vitória de Emanuele Filiberto, duque de Saboia. Isso produziu uma recomendação do Piemonte que ele teve que renunciar para se tornar um jesuíta, uma severa dificuldade para sua família, pois seu irmão Giorgio estava na prisão e ele apoiava seus sobrinhos, Giovanni Battista Bernardino Possevino e Antonio Possevino, futuros tradutores e autores.

### França e Sabóia; Lião: Jesuíta da Contra-Reforma
Mas em Pádua e em Nápoles, ele entrou em contato com a Companhia de Jesus e ingressou na ordem em 1559. Em 1560, Possevino foi acompanhado pelo general jesuíta Diego Lainez a Saboia de Emanuele Filiberto, onde apoiou a Igreja Católica contra os hereges e fundou as escolas jesuítas em Chambery, Mondovì e Turim. Em seus esforços para aproximar os valdenses, ele debateu Scipione Lentolo (1525-1599), o emissário de Calvino à comunidade reformada italiana. Ao combater a influência de Genebra de Calvino cada vez mais, ele gravitou para a França. Isso foi no início das Guerras da Religião, onde ele procurou reunir os católicos de Lyon, juntamente com o pregador jesuíta Edmond Auger. Ele publicou um tratado sobre a Missa, Il sacrificio dell'altare (1563) e debateu sobre reformadores de Genebra como Pierre Viret e o calvinista italiano Niccolò Balbani. Para a comunidade mercantil italiana de Lyon, ele forneceu livros católicos, por exemplo, o catecismo de Pedro Canísio e várias outras obras em italiano. Durante esse período, ele foi preso e resgatado de seus captores huguenotes por seguidores influentes. Em 1565, ele defendeu com sucesso sua ordem no Colóquio em Bayonne, antes do menino rei Carlos IX e do futuro rei Henrique IV, que permaneceu amigo por toda a vida. Em 1569, ele escreveu Il Soldato cristiano para o papa Pio V, que o imprimiu em Roma e distribuiu às tropas papais na batalha de Lepanto. Ele serviu como reitor do colégio jesuíta de Avinhão e depois de Lyon, onde recebeu o general jesuíta Francis Borgia em 1571, em uma viagem da Espanha para Roma. Ele esteve lá durante o massacre do dia de São Bartolomeu. Durante esses anos militantes, ele primeiro concebeu o plano de suas obras bibliográficas da Contra-Reforma, como afirma na introdução da Bibliotheca selecta.

### Roma: secretário jesuíta; Suécia, Polônia, Rússia: Núncio Apostólico
Quando Bórgia morreu, Possevino retornou a Roma para a terceira Congregação Geral dos Jesuítas e permaneceu como secretário latino de Everard Mercurian, general jesuíta de 1572 a 1578. O papa Gregório XIII o enviou à corte do rei João III da Suécia para influenciar o curso da Guerra da Livônia. Durante esta década viajando ao redor do Báltico e da Europa Oriental Possevino escreveu vários panfletos contra seus adversários protestantes, incluindo o Luterano David Chyträus, o calvinista Andreas Volanus eo Unitarista Francis David Após a Suécia e Polônia, Possevino procedeu-se à capital russa de Ivan, o terrível e ajudou a mediar entre ele e Estevão Bathory no Tratado de Jam Zapolski em 1582. Ele deixou um relato valioso de sua nunciatura em sua descrição do Tsardom de Moscovo. Ele também escreveu relatos de suas viagens na Transilvânia e Livônia. Durante esses anos, ele ajudou a fundar, com Piotr Skarga, a Universidade Jesuíta Vilnius e as academias e seminários jesuítas em Braniewo, Olomouc e Cluj, historicamente ligados às instituições atuais. Os esforços de Possevino para reforçar os católicos na Polônia, sob o patrocínio de Bathory, geraram hostilidade ao diplomata jesuíta na corte de Habsburgo em Rudolf II, refletida na corte papal de Roma.

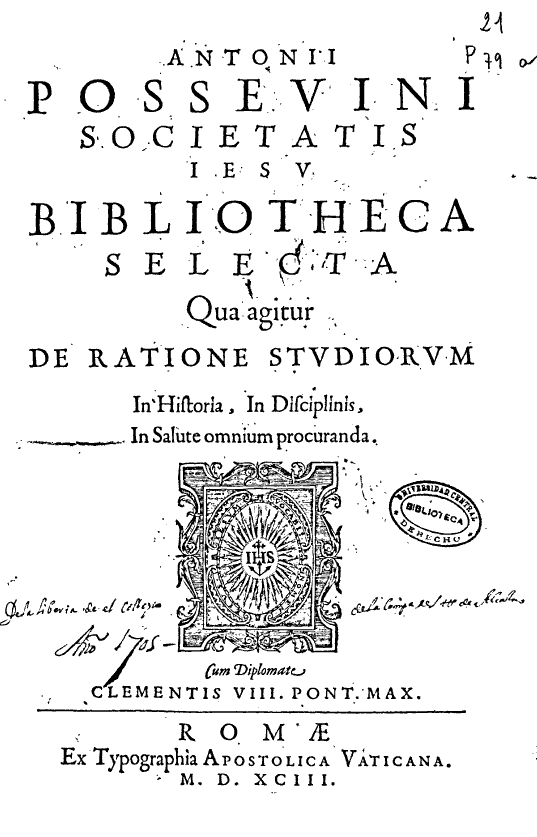

### Pádua e Roma: enciclopédico jesuíta e bibliografista
Após a morte de seu protetor, Bathory, no final de 1586, Possevino foi retirado da diplomacia pelo general jesuíta Claudio Acquaviva. Ele foi banido de Roma por ser político demais e exilado no território veneziano. Em Pádua Possevino continuou a conduzir os Exercícios Espirituais inacianos, influenciando assim a vocação do Bispo e de São Francisco de Sales como estudante de Direito. Finalmente, em Pádua, começou o projeto acadêmico de montar e organizar a biblioteca de aprendizado católico ortodoxo reunida na Bibliotheca selecta (1593) dedicada ao papa Clemente VIII e Sigismundo III Vasa. Suas seções foram cuidadosamente revisadas pelos principais professores do Roman College, incluindo Cristóvão Clávio e Roberto Belarmino. Uma década depois, o compêndio teológico Apparatus Sacer (1603–06) apareceu em Veneza. Durante a década de 1590, enquanto estava ocupado como bibliógrafo, também atuou no trabalho pastoral em Mântua, sua terra natal, e na corte do duque Vicente I Gonzaga. Duas missões sobre o status dos jesuítas na França o colocaram em contato renovado com o rei Henrique IV.

### Veneza e Ferrara: polemista jesuíta
Em Veneza, Possevino serviu como líder dos vecchi contra os giovani anti-papais que apoiavam Paolo Sarpi e mantinha contatos com embaixadores franceses e ingleses. Após o interdito de 1606 do papa Paulo V contra Veneza, Possevino foi banido com a Companhia de Jesus da República de Veneza. Ele foi enviado para uma relativa obscuridade na vizinha Ferrara, onde escreveu vários folhetos polêmicos sob vários pseudôminos sobre o Demétrio I pró-católico, o Interdito de Veneza e outras questões controversas. Tendo sobrevivido ao seu papel durante a Contra-Reforma como intelectual político jesuíta, por excelência, ele morreu em 1611.

## Trabalhos selecionados
- Apparatus sacer ad scriptores Veteris et Novi Testamenti, também chamado simplesmente de Apparatus sacer, é uma das obras mais célebres de Antonio Possevino (a outra é a Bibliotheca selecta ). É uma visão geral das diferentes interpretações do Antigo e do Novo Testamento por autores eclesiásticos dos pais da Igreja até seus contemporâneos. Foi impresso em três volumes em Veneza durante a primeira década do século XVII. Referencia nada menos que seis mil autores.
- Del sacrificio dell'altare (Lyon, 1563) [trad. Louvain, 1570]
- Resposta a Pietro Vireto, Nicolo Balbiani. e a due altri heretici (Avignon, 1566)
- O soldado cristão (Roma, 1569)
- Notæ verbi Dei et Apostolicæ Ecclesiæ (Posen, 1586)
- Muscóvia (Vilna, 1586) (  )
- Iudicium de Nuae, Iohannis Bodini, Philippe-Mornaei e Maquiavel scriptis (Roma, 1592); (Lyon, 1593) (  )
- Bibliotheca selecta (Roma, 1593) (  )
- Aparelho ad omnium gentium historiam (Veneza, 1597) (  )
- Nova exposição de Giovanni Filoteo d'Asti (Bolonha, 1607)
- Risposta del Sig. Paolo Anafesto (Bolonha, 1607)